# AG Vulcan Stettin

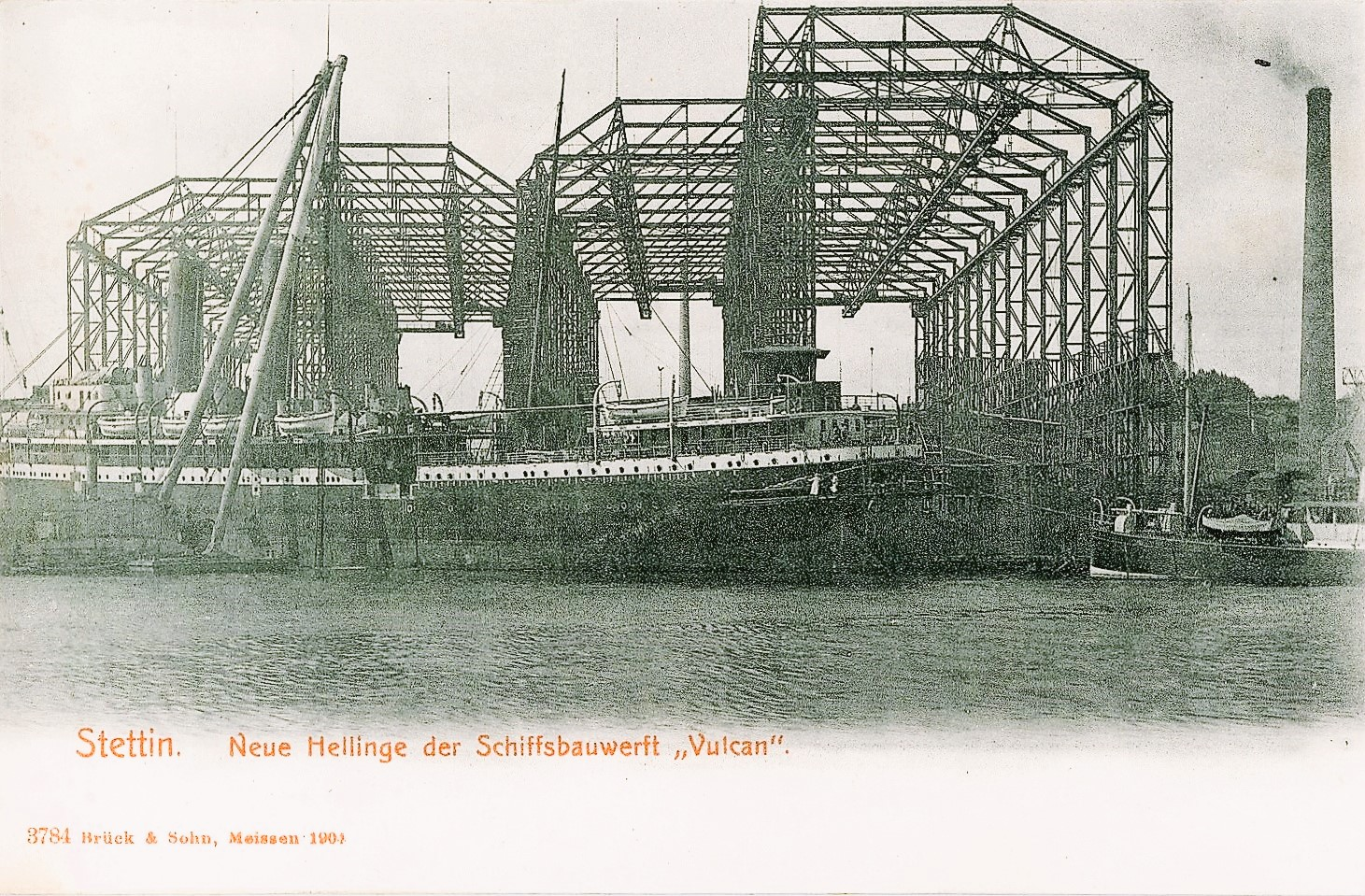
AG Vulcan Stettin em 1903

AG Vulcan Stettin foi um estaleiro e indústria metalúrgica alemã fundada em 1857 em Estetino. Pioneiro em sua área de atuação, além de navios, também fabricou mais de 4.000 locomotivas. A empresa foi absorvida por outras companhias em 1928/1929.